# لوکی بوتا
لوکاس «لوکی» بوتا (انگلیسی: Lukas "Luki" Botha؛ زادهٔ ۱۶ ژانویهٔ ۱۹۳۰ در پرتوریا، ترانسفال، درگذشتهٔ ۱ اکتبر ۲۰۰۶) رانندهٔ مسابقات اتومبیل‌رانی فرمول یک اهل آفریقای جنوبی بود که در فصل ۱۹۶۷ در مجموع در یک گراند پری شرکت کرد، اما موفق به کسب هیچ امتیازی نشد.
بوتا در ۱ اکتبر ۲۰۰۶ درگذشت.